# تادئوش خودتسکی
تادئوش خودتسکی (لهستانی: Tadeusz Chudecki؛ زادهٔ ۱۹ اوت ۱۹۵۸) بازیگر اهل لهستان است.
از فیلم‌ها یا مجموعه‌های تلویزیونی که وی در آن‌ها نقش داشته‌است، می‌توان به سیاست، پیمان ورشو، گوش آقای رئیس، تاج پادشاهان، تیم، طایفه، اوشیتسکا، رنگ‌های خوشبختی، ورشو ۴۴، دوران افتخار، پدر متیو، در خوشی و سختی و ع چون عشق اشاره نمود.